# Val van de Limes Germanicus

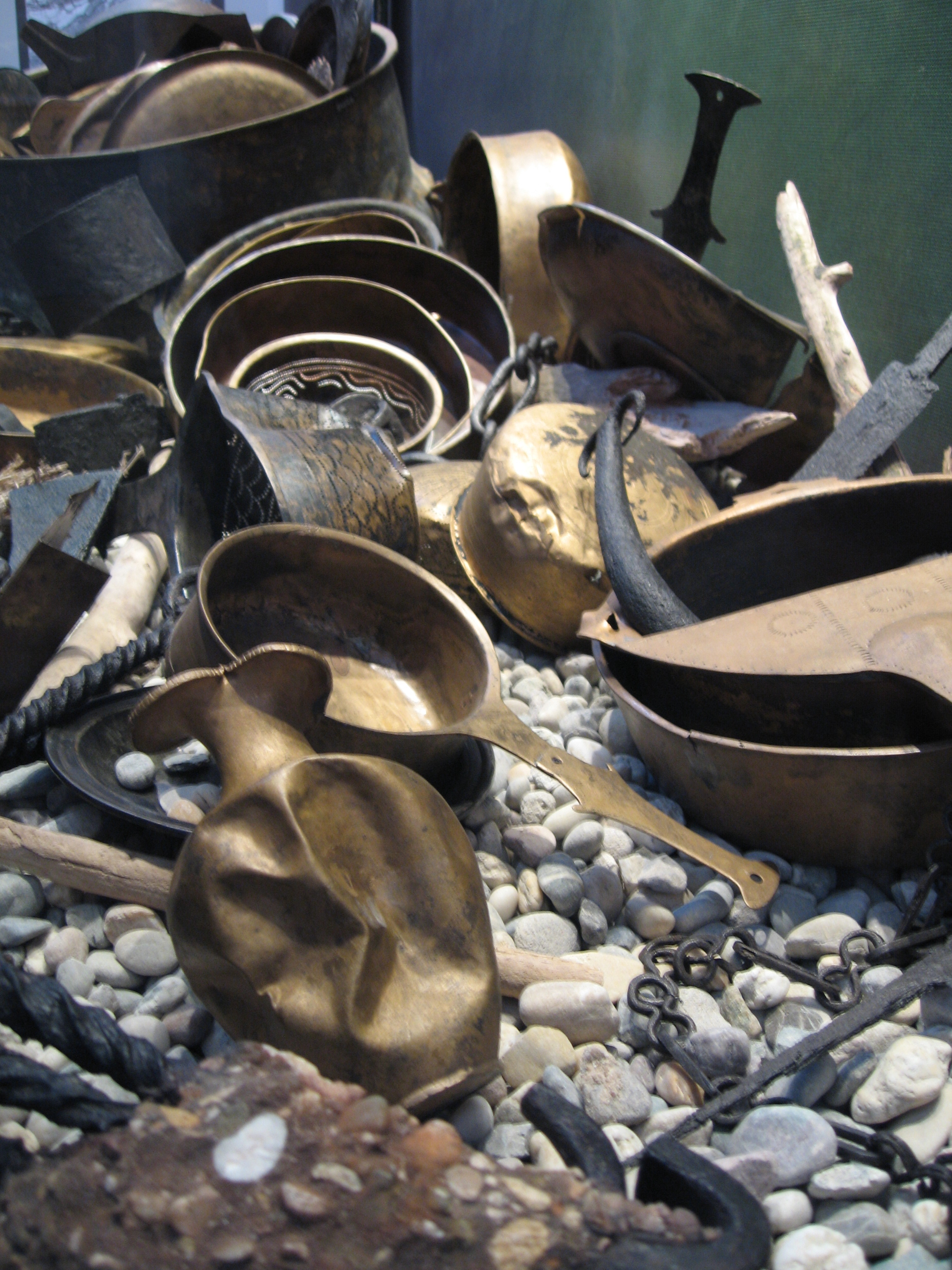
De muntschat van Neupotz is direct gerelateerd aan plunderingen na de val van de Limes Germanicus en wordt daarom ook wel de "Alamannenbuit" genoemd.

Onder de val van de Limes Germanicus verstaat men de opgave in het midden van de 3e eeuw door de Romeinen van de door hen sinds de 1e eeuw n.Chr. gebouwde Limes Germanicus (Duits: Obergermanisch-Raetischer Limes) alsmede de terugtrekking uit het achterland van deze limes eveneens rond het midden van de 3de eeuw.
Door een reeks van belangrijke archeologische vondsten schijnt de val van de Limes Germanicus niet langer als een enkelvoudige historische gebeurtenis te kunnen worden geïnterpreteerd, maar lijkt de val van deze limes meer een veelzijdig fenomeen te  zijn geweest, waarvan de relaties tussen de verschillende gebeurtenissen tot nu toe niet volledig worden begrepen.
Omdat schriftelijke bronnen grotendeels ontbreken of van dubieuze betrouwbaarheid zijn, is het wetenschappelijk onderzoek veelal op archeologische vondsten aangewezen. In het verleden nam men vaak als enige oorzaak aan dat de Romeinen door oorlogshandelingen in het kader van de zogenaamde Alamannenstorm gedwongen waren om het gebied ten oosten van de Rijn en ten noorden van de Donau te evacueren. Archeologische vondsten wijzen er echter op dat deze operatie het resultaat was een jarenlange  ontwikkeling tijdens de crisis van het Romeinse Rijk in de derde eeuw en samenhing met een neergang van het grensgebied.
Dit resulteerde in de jaren vanaf 259/260 uiteindelijk tot de definitieve opgave van de zogenaamde Agri decumates en tot het terugplooien van de Romeinse militaire grens tot aan de rivieren de Rijn en de Donau..

## Het grensgebied in de 3e eeuw
Het sterk onder invloed van het leger staande grensgebied tussen de Rijn en de Limes Gemanicus (door Tacitus ook wel de Agri decumates genoemd) had sinds de Germaanse oorlogen van keizer Domitianus meer dan een eeuw een tijd van vrede beleefd, dit natuurlijk afgezien van bijna onvermijdelijke kleine regionale conflicten. De Pax Romana was sterk afhankelijk van een functionerend limessysteem, onder bescherming waarvan zich bloeiende kleine steden met een burgerlijk bestuur (civitates) omgeven door een uitgebreid systeem van villae rusticae konden ontwikkelen. De in de Limesforten gestationeerde troepen garandeerden met hun behoefte aan eten voor henzelf en voor hun rijdieren en landbouwdieren een constante, hoge vraag naar landbouwproducten en waren gelijktijdig ook de garantie voor een goed functionerend economisch, administratief en vestigingssysteem.

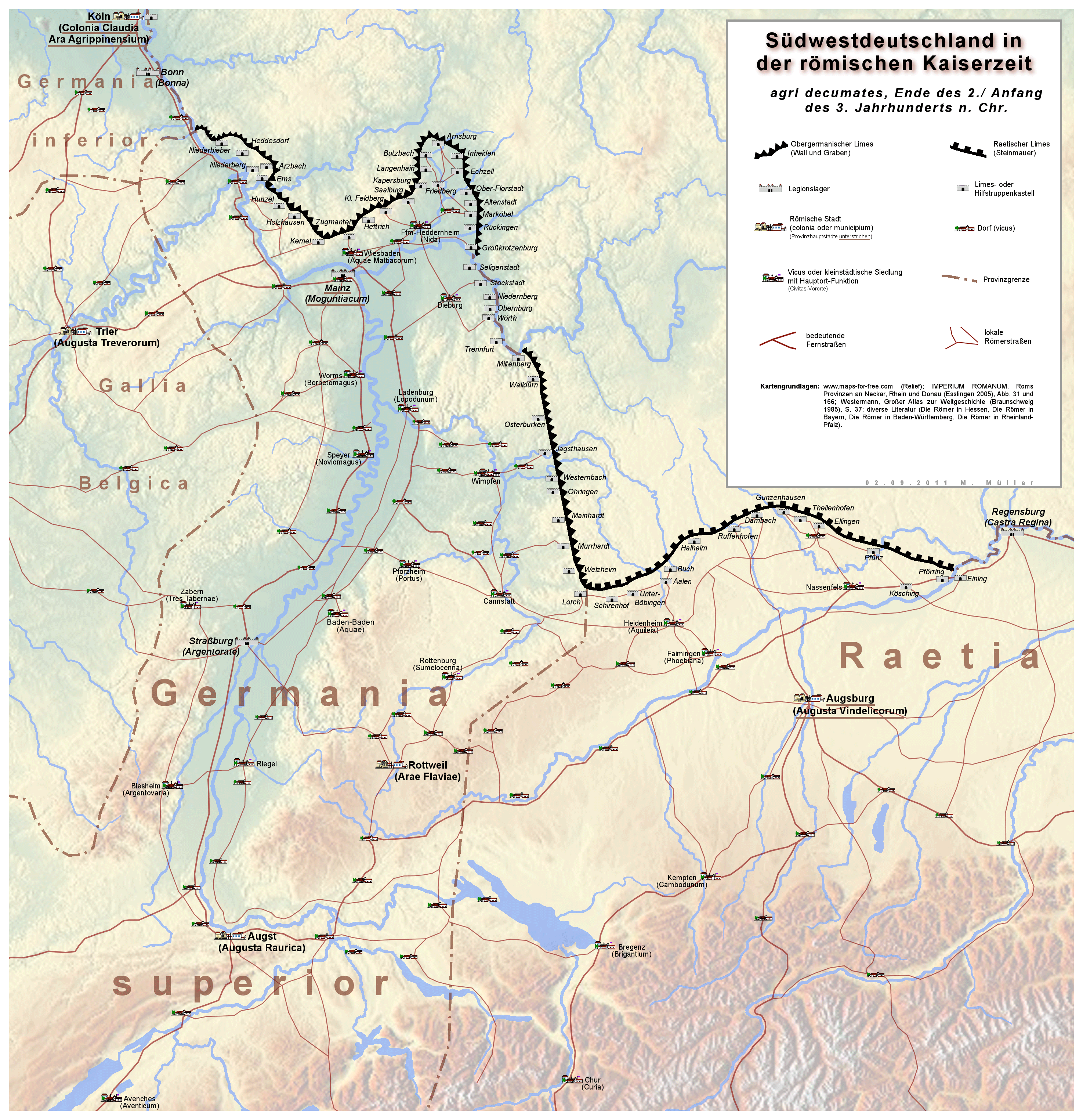
Zuidwest-Duitsland en het grensland in de 3e eeuw.

Vooral in de 2e eeuw functioneerde dit systeem goed. Van kleinere aanvallen, mogelijk tijdens de Marcomannenoorlogen, die door de vondst van muntschatten en sporadische vernietigingshorizonten in villa’s voor de periode 160-180 zijn aangetoond, lijkt het grensgebied zich snel te hebben hersteld. In de Taunus werd de Limes versterkt door de Numeruskastelen Holzhausen, Kleiner Feldberg en Kapersburg. Vele Romeinse villa's en civitas-hoofdplaatsen werden vanaf het begin van de 3e eeuw grotendeels in steen verder uitgebouwd.
Forse gevolgen voor het dagelijks leven in het grensgebied zijn eerst vanaf het middelste derde deel van de 3e eeuw waarneembaar. Als gevolg van intra-Romeinse geschillen was het Romeinse leger vanaf toen niet langer in staat om de benodigde veiligheid te garanderen. Er dient ook te worden afgewogen of de Romeinse leger aan het einde van de 2e eeuw door gebeurtenissen, zoals de opstand van de usurpator Maternus al werd verzwakt. Dienstnemen in de hulptroepen, die de bewakingsdiensten aan de Limes uitvoerden, werd als gevolg van de Constitutio Antoniniana onaantrekkelijker voor hen binnen het Romeinse Rijk waren geboren, want waar voorheen aan het eind van de diensttijd gewoonlijk de uitreiking van het Romeinse burgerschap stond, was dit voor hen nu niet meer relevant. In het Magna Germania buiten het Rijksgebied hadden zich in dezelfde tijd uit een groot aantal kleinere Germaanse stammen, de nieuwe grote stamverbanden van de Franken en Alemanni gevormd als nieuwe en gevaarlijke tegenstanders van het Romeinse rijk gevormd. 
Een veldtocht van Caracalla in het jaar 213 kon de situatie voor enige jaren stabiliseren.  Mogelijk werd bij deze gelegenheid de Limestor Dalkingen tot een triomfmonument uitgebouwd. Maar reeds de invasie van de Alemannen in de jaren tussen 233 en 235 had voor het grensgebied verwoestende gevolgen. Aangezien het leger van Germania Superior zijn sterkste verbanden, met inbegrip van de cavalerie-eenheden (Alae), voor de Perzische campagne van Severus Alexander ter beschikking moest stellen, was het leger naar het lijkt niet meer in staat om de Alemannen effectief van repliek te dienen. Het is belangrijk zich te bedenken dat de Limes niet louter een militaire vesting was, maar in de eerste plaats ter controle van het verkeer van goederen en mensen diende.
Het is onduidelijk in hoeverre de externe druk toenam, omdat ongetwijfeld ook de toenemende binnenlandse instabiliteit van het imperium een belangrijke rol speelde in de verslechterende situatie: door een groot aantal burgeroorlogen verminderde het vermogen van de Romeinen de bescherming van de grenzen effectief uit te voeren. Aan de grenzen verslechterde de veiligheidssituatie vanaf ongeveer 230 snel. Naast de verschillende vernietigingshorizonten in verschillende forten en nederzettingen wordt de noodsituatie van de bevolking aangetoond door meerdere begraven muntschatten, waarvan de eigenaren later klaarblijkelijk niet meer in de gelegenheid zijn geweest deze weer op te graven. Zulke vondsten zijn bijvoorbeeld gedaan in Nida-Heddernheim en in kasteel Ober-Florstadt. Na de laatste grote Romeinse tegenaanval onder Maximinus Thrax in het jaar 235, is een duidelijke kentering herkenbaar, want in 238 werd Thrax in het zeskeizerjaar gedood, wat het onrustige tijdvak van de soldatenkeizers inluidde. Veel nederzettingen langs de Limes werden in het licht van onstabiele situatie niet meer of nog slechts in sterk verminderde omvang opnieuw opgebouwd. Inscripties op stenen monumenten en de ommuring van vici en Civitas-hoofdplaatsen getuigen echter van de wil van de overgebleven bevolking om zich te handhaven.
Het is niet duidelijk of de bevolking nu afnam als gevolg van vlucht of als een gevolg van gewapende conflicten. Slachtoffers onder de burgerbevolking als gevolg van plunderende soldaten en rovers worden door inscripties gedocumenteerd. De term Latronibus interfectus ("door rovers gedood") vindt men nu vaker op grafinscripties

### Ecologische problemen
Al in 1932 stelde Oscar Paret vast dat de Romeinen roofbouw op het bos pleegden. Aangezien het gebruik van steen- en bruinkool nog weinig bekend was, was men net als in het gehele pre-industriële tijdperk niet alleen in de castellums, vici en villa's met hun badruimtes, keukens, en hypocaustum-verwarmingen afhankelijk van het gebruik van hout als grondstof. Ook in de ambachtelijke productie werd hout veel gebruikt met name als bron van energie.
Dat er in de 3e eeuw in de provincie sprake was van een tekort aan hout, valt uit verschillende feiten af te lezen. Het verkleinen van de badruimten in de castellums, zoals in Rainau-Buch, Schirenhof, Osterburken en Walldürn is een eerste sterke aanwijzing dat Parets gelijk had. Daarnaast heeft men ook op talrijke castellums aan de Mainlimes uit de tijd rond 214 inscripties van houthakkerscommando’s ontdekt. Doelen van deze houthakkerscommando’s waren waarschijnlijk de in deze tijd nog bosrijke middelgebergten de Spessart of het Odenwald. Door dendrochronologisch onderzoek aan het hout van de limespalisade kon men verder bewijzen dat dit in de 3e eeuw niet meer werd vernieuwd en vermoedelijk vanwege gebrek aan hout in Germania Superior werd vervangen door een aarden wal met gracht en in Raetia door een muur.
Sinds de tijd van Paret heeft men door natuurwetenschappelijke methoden, zoals archeobotanie, dendrochronologie en kwartairgeologie nieuwe kennis over de milieuproblematiek in de 3e eeuw opgedaan. Pollendiagrammen van sedimenten uit de Romeinse periode (hier vooral de bronnen in Ostkastell Welzheim) documenteren de geleidelijke rooiing van het landschap door een afname van boompollen vergeleken met die van grassen en kruiden. Door sterke houtkap in bestaande bosgebieden vindt men meer pollen van snel groeiende soorten in vergelijking met langzaam groeiende soorten als dennen en eiken. Vooral vanwege de gunstige vervoersmogelijkheden werd het hout als eerste in de rivierdalen gerooid.
Door dendrochronologische datering van eiken uit de ooibossen en geologische onderzoekingen van afzettingen in rivierdalen kon worden aangetoond dat de frequentie van overstromingen van de rivieren tussen de 1e en de 3e eeuw aanzienlijk was gestegen. Rivieroverstromingen als gevolg van zware regens leidden tot bodemerosie op gerooide hellingen. Nu waren gebieden met lichte löss-hellingen net de plaatsen waar de Romeinen bij voorkeur hun villae rusticae vestigden. In de dalen zette zich versterkt grind en soms metershoog ooileem af. In de Romeinse tijd waren deze ooibossen niet bruikbaar. Pas in de 4e en 5e eeuw ging de frequentie van rivieroverstromingen weer naar beneden. Dit maakte het in de Middeleeuwen mogelijk om de ooibossen droog te leggen en vanuit toenmalig menselijk perspectief een nuttigere bestemming te geven.
Veronderstellingen dat deze problematiek zich in de gehele Romeinse provincie heeft voorgedaan en dat dit een belangrijke medefactor is geweest, die heeft bijdragen aan het opgeven van de Agri Decumates, worden in de jongste tijd weer bestreden..

### Economische crisis
De meest voorkomende vorm van landelijke nederzetting, de Villa rustica was om verschillende redenen zeer gevoelig voor de crisis van de 3e eeuw. Romeinse landgoederen in het limesgebied  produceerden vanwege de beperkte transportmogelijkheden meestal voor de lokale markt. Een wegvallen van de reguliere afzetmarkten (bijvoorbeeld door het wegtrekken van legereenheden), tekorten aan mankracht in de oogsttijd, stijgende transportkosten of een teruggang van de vruchtbaarheid van de bodem kon tot het opgeven van grote landgoederen leiden. In het grensgebied is in sommige gebieden tegen het einde van de 2e eeuw al een stagnatie in de uitbouw van de landgoederen zichtbaar. In de loop van de 3de eeuw lijken de meeste van deze landgoederen door hun bewoners te zijn verlaten. Maar relatief zelden zijn er vernietigingshorizonten gevonden. Agressie van buitenaf schijnt dus geen factor te zijn geweest. In tegenstelling tot de grote landgoederen aan de linkeroever van de Rijn, die nog in de vierde eeuw soms prachtig werden uitgebouwd, is er in vele villa’s op de rechter-Rijnoever in de late 3e eeuw sprake van een trend naar verkleining, met name waar het gaat om zaken als de complexe verwarming van huizen en badruimten.
De veranderde veiligheidssituatie kan veel bewoners er toe hebben aangezet om naar veiligere provincies weg te trekken. Dit versterkte het tekort aan mankracht, dat niet alleen het leger, maar in veel sterkere mate de private sector trof.
Ook in het dagelijks leven van de overgebleven bewoners van de Agri Decumates was er sprake economische problemen.  Keizerlijke stichtingen en representatieve gebouwen werden niet meer gebouwd. De staat probeerde de door haar zelf veroorzaakte inflatie door het lagere zilvergehalte van de Antoninianus op te vangen. Op het hoogtepunt van de crisis had de Antoninianus nog slechts een dun zilverlaagje. De nominale waarde bleef echter constant. Dit noopte producenten en handelaars hun prijzen te verhogen, waardoor een vicieuze cirkel in gang werd gezet. De oprichting van een groot aantal beneficiarii-stations vanaf de late 2e eeuw in de Limesgebied laat de poging van de staat zien om zich extra inkomsten door tollen te verschaffen.

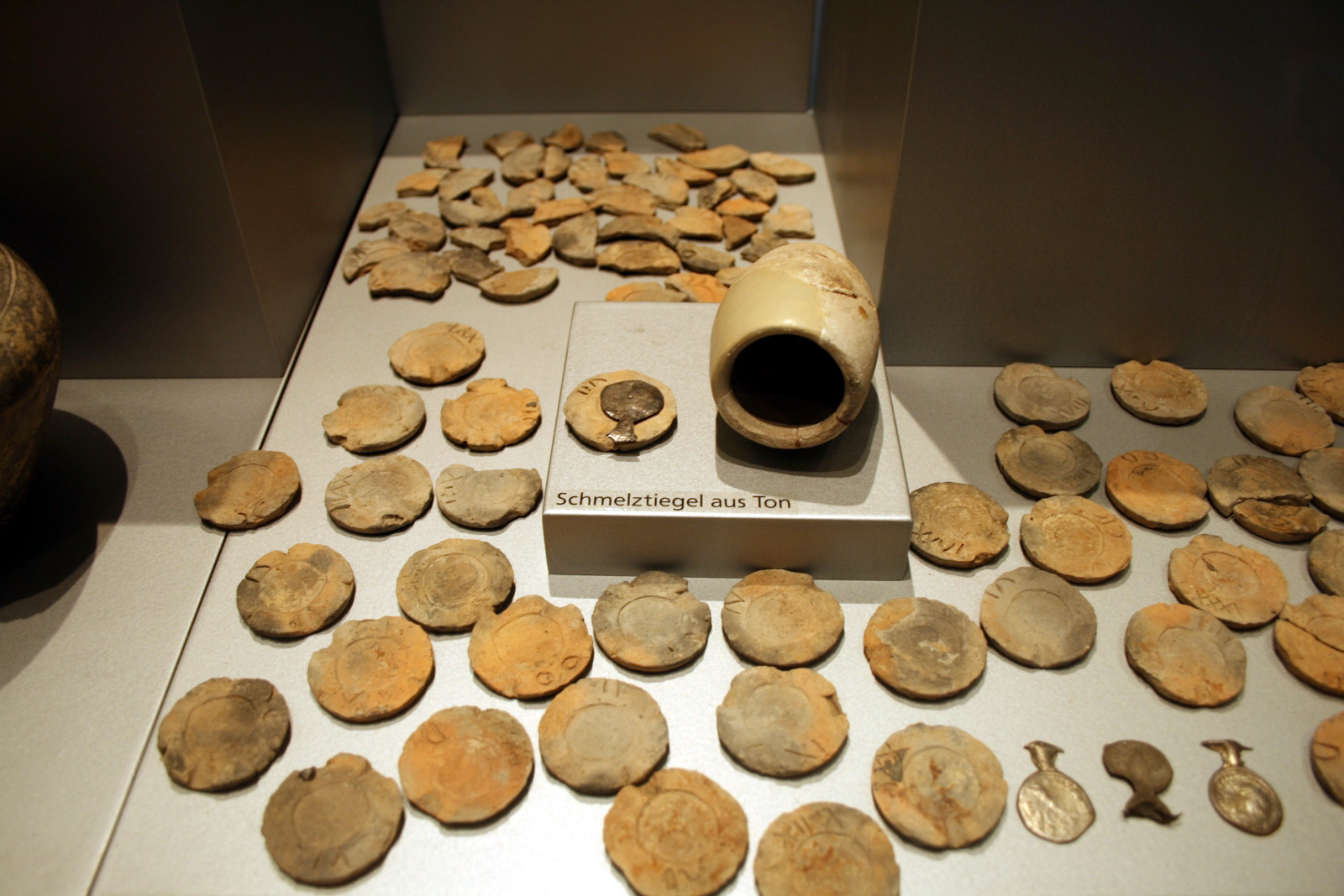
Gietstempel en valse munten uit Rottweil.

Het verlies aan koopkracht van de bevolking ging gepaard gegaan met een daling van de invoer, die ook in het archeologisch vondstmateriaal uit deze tijd kan worden aangetoond. Terra sigillata uit de ateliers op de rechter-Rijnoever treft men in de regio's langs de Limes veel minder vaak aan. Ook was deze aan het einde van de 3e eeuw van sterk teruglopende kwaliteit. Hetzelfde geldt voor ingevoerde producten als olijfolie en garum. De typische amforavormen van deze producten vindt men nog zelden terug. Geïmporteerde wijn is mogelijk door in de Germaanse provincies verbouwde wijn vervangen, onduidelijk is echter in welke omvang dit is gebeurd. In het algemeen moet worden aangenomen dat de bewoners op deze manier probeerden om de wegvallende invoer te compenseren. Ter indicatie van de crisis kan men ook wijzen op de valse munten en hun gietvormen, zoals deze in castellum Rißtissen in Rottenburg en in Arae Flaviae (Rottweil) werden ontdekt.

### Archeologische bevindingen
De bewoners van de grensstreek waren zich bewust van de effecten van deze crisis. Tegenmaatregelen getuigen van een uiteindelijk vergeefse wil van de bevolking om zich in het gebied te handhaven. Deze tegenmaatregelen zijn hier en daar archeologische tastbaar en richtten zich in de regel op de veiligheid van de bewoners.

#### Ommuring van de vici
Aan het begin van de 3e eeuw werden talrijke op de rechter-Rijnoever gelegen civitates voorzien van stadsmuren: Nida-Heddernheim, Dieburg, Lopodunum (Ladenburg), Bad Wimpfen, Sumelocenna (Rottenburg am Neckar) en Arae Flaviae (Rottweil). Uitzonderingen waren Aquae Mattiacorum (Wiesbaden) en Aquae (Baden-Baden), waar men mogelijkerwijze op de nabijheid van de Rijn en op daar gestationeerde legioenen vertrouwde.
Deze stadsmuren werden niet vanwege een acute noodsituatie, maar gepland opgericht. Men kan dat concluderen op basis van de  zorgvuldige constructie van de muren. Meestal verkleinden zij de stadsoppervlakte die de stad nog in de 2e eeuw had ingenomen, alleen in Heddernheim werden de muren overgedimensioneerd.

#### Verkleining van de castellums
De ondergang van het grensgebied en het verval van het Limes-systeem gingen hand in hand. In reactie op dit tekort aan mankracht gelden vondsten van ingemetselde poorten (Osterburken, Jagsthausen, Öhringen) en verkleinde badgebouwen in castellums. Recente studies over de castellums Kapersburg en Miltenberg-Ost hebben aangetoond dat in de late periode van de limes sommige castellums reeds tot een kwart van hun oorspronkelijke grootte waren teruggebracht.
In beide gevallen werd voor dit doel een deel van het binnenste van het castellum door een verdere sterke kruismuur opgedeeld. Op de Kapersburg sloot dit deel het horreum alsmede verschillende stenen gebouw mee in, daaronder ook de woning van de commandant. De rest van het gebied van het castellum werd waarschijnlijk ingenomen door de resterende burgerlijke nederzetting, omdat de muren tot in moderne tijd herkenbaar intact zijn gebleven. Het is denkbaar dat daar op minder kwetsbare stukken een reductie in grootte werd geaccepteerd, die op latere ontwikkelingen, zoals in Castellum Eining of Catellum Dormagen vooruitliep.

#### Germanen in Romeinse dorpen en steden
Sinds de derde eeuw leefden er in het grensland Germaanse bewoners die daar waarschijnlijk vanuit noordelijke gebieden naartoe waren getrokken. In castellumdorpen aan de Taunus-Limes (Saalburg en Zugmantel) zijn zij aangetoond door vondsten van Germaanse keramiek. Een afgrenzing van de woongebieden is echter net zomin herkenbaar als gebouwen waarvan men zeker is dat deze op Germaanse wijze zijn gebouwd. Het is daarom wel voorgesteld dat de nieuwe kolonisten zich als gevolg van een overheidsmaatregel te midden van de oorspronkelijke bewoners hebben gevestigd, misschien in leegstaande gebouwen in de vicus.
Germaanse vondsten zijn er ook in de castellumdorpen van Rainau-Buch, Jagsthausen en Obernburg. Hoewel de Germanen ook reeds  in de vroege keizertijd in het achterland van de Limes aantoonbaar waren, verliezen zich hun sporen door de romanisering in de 2e eeuw. Vanaf de 3e eeuw zijn Germanen als recente immigranten echter weer versterkt detecteerbaar.
Ook in Nida-Heddernheim zijn in de 3e eeuw Germanen aantoonbaar door vondsten van handgemaakte keramiek en fibulae. Naar de vondsten te oordelen stammen zij uit het Rijn-Weser-Germaanse gebied in de buurt van de grens van Romeinse keizerrijk. Het graf van een Germaanse officier in Romeinse dienst doet bij de Germaanse vondsten uit de 3de eeuw aan een troep huursoldaten denken.
In de Romeinse badgebouwen in Wurmlingen heeft men een zeldzaam bewijs gevonden van het hergebruik van een villa rustica  door Alemannische kolonisten. Het woonhuis van de bijbehorende gebouwen brandde in het eerste derde deel van de 3de eeuw af. Het gebruik van de nederzettingen ging echter zonder overgang door onder een nieuw regime. In het voormalige badgebouw heeft men een paalpatroon van een typisch Germaans gebouw gevonden. Nieuwe constructies zijn ook in de badgebouwen van villa's van Lauffen en Bondorf, alsook in de Villa Urbana van Heitersheim aangetoond. De omstandigheden stonden steeds minder een specialisatie of productie van overschotten toe, de bedrijven keerden terug naar het bestaansminimum.

### De laatste inscripties

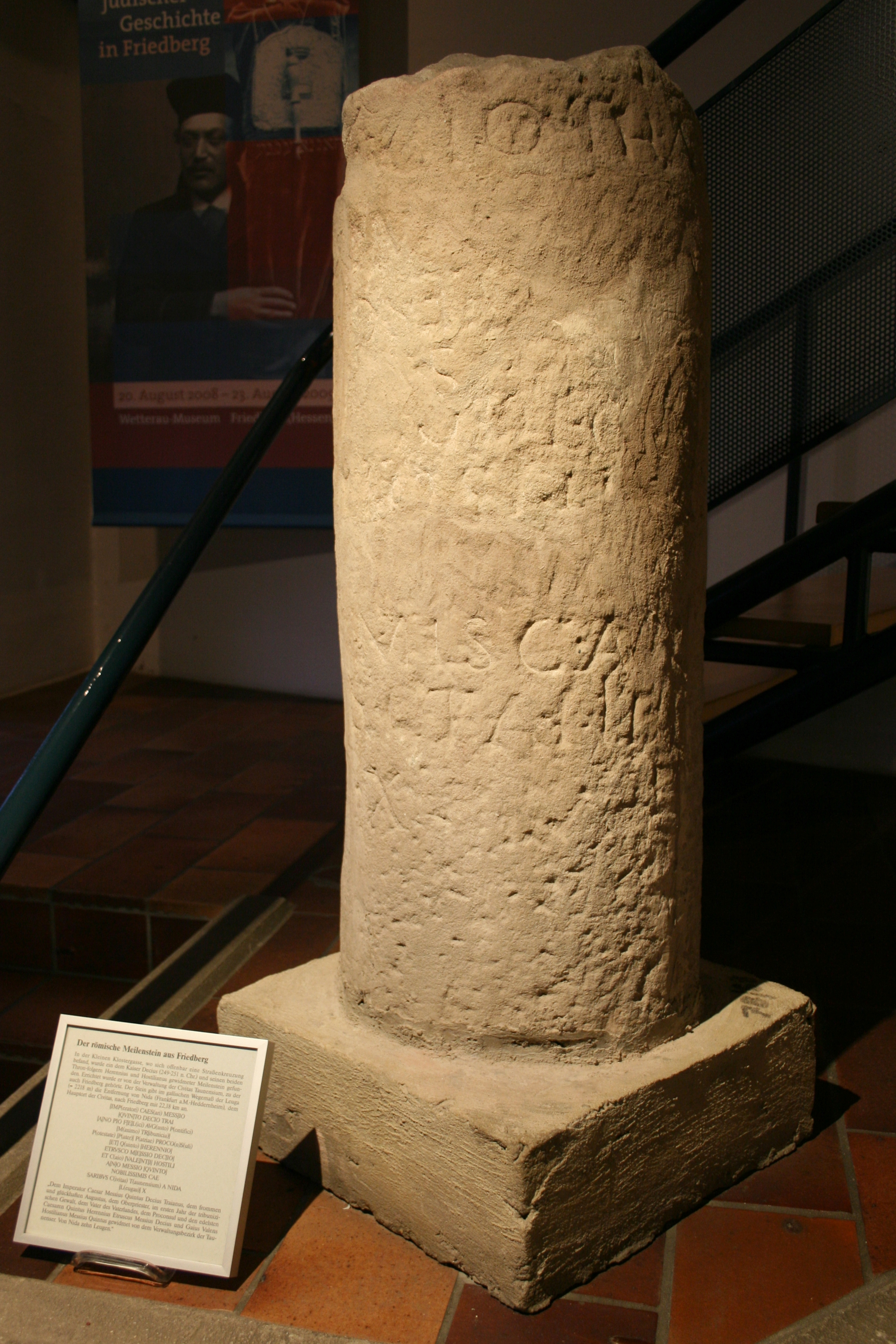
Leugenstein van de Civitas Taunensium uit Friedberg in het Wetterau-Museum.

Militaire inscripties zijn in de jaren na de Alemannische invasies tussen 233 en 235 veel minder vaak geattesteerd, maar tonen echter wel aan dat in een meerderheid van de castellums ook na deze tijd nog troepen waren gelegerd. In Aalen eindigen de inscripties reeds in 222. In Murrhardt, in Feldberg en op de Saalburg dateren de laatste inscripties van de regeerperiode van Severus Alexander (222-235). De laatste getuigenis van de Taunus-Limes is een wijding ter ere van keizer Maximinus Thrax (235-238) in Castellum Zugmantel.
In 241 herstelden mannen van het Cohors I Septimia Belgarum (het zevende Belgische) in Öhringen een waterleiding, die lang onderbroken was geweest. Een wel uit de jaren 244-247 stammende, in 249/250 gedeeltelijk uitgewiste inscriptie voor het opnieuw opbouwen van de castellumbadruimte in Jagsthausen is de laatste inscriptie die duidt op een militaire bezetting Uit het jaar 249 zijn ook inscripties uit de castellumlocaties Stockstadt en Osterburken gevonden.
Daarbij komen nog andere getuigen. Een inscriptie uit Altenstadt documenteert klaarblijkelijk pogingen van de bevolking om zichzelf te verdedigen. De inscriptie noemt een collegium iuventutis (waarschijnlijk een burgermilitie van jonge mannen). Vergelijkbare vondsten van inscripties zijn ook uit Pannonia en Öhringen bekend.. In Friedberg in de Wetterau liet de vergadering van de Civitas Taunensium in het jaar 249 nog een Leugenstein opstellen. de Civitas Ulpia Sueborum Nicretum liet de laatste van dergelijke stenen in het jaar 253 in Ladenburg en Heidelberg oprichten. Deze vondst suggereert een op dat moment nog redelijk functionerend bestuur in het gebied. Opgemerkt dient te worden dat het aantal nieuw opgestelde Latijnse inscripties rond het midden van de 3e eeuw in het gehele Romeinse Rijk dramatisch afnam.
De jongste, slechts fragmentarisch bewaard gebleven inscriptie in het Raetische limesgebied stamt uit Hausen ob Lontal en wordt op grond van de keizertitulatur in het begin van de gemeenschappelijke regering door Valerianus en Gallienus gedateerd (eind 254/begin 255) gedateerd. Inscripties als een bewijs voor een Romeinse militaire aanwezigheid na 250 zijn tot nu toe niet bekend.

### De laatste muntvondsten in de castellums
Muntvondsten uit nederzettingen maken exacte dateringen mogelijk in de vorm van een terminus post quem naar het jaar dat de munt geslagen is. Het aantal gevonden munten loopt in de meeste castellums in de post-Severische tijd echter sterk terug. Zekere conclusies over een vermindering van het aantal gelegerde troepen kunnen daaruit niet getrokken worden. Men moet zich bedenken dat de Romeinse staat op de crisis van de 3e eeuw reageerde met een vorm van commando-economie. Daarbij hoorden gedwongen diensten, prijsafspraken, en vooral speciale heffingen voor het leger.
In vele kastelen, waaronder Saalburg brak de regelmatige munttoevoer in het midden van de 3e eeuw af. Afzonderlijke muntvonsten zijn echter ook nog van na het jaar 260 bekend, maar hier kan niet worden vastgesteld dat deze munten verloren zijn door soldaten. In het algemeen moet worden opgemerkt dat de castellums eerder verlaten werden dan de nabijgelegen dorpen. Sommige vlak bij castellums gelegen dorpen kunnen heel goed nog in de vierde eeuw bewoond zijn geweest.
De eenheden van hulptroepen, die in de eeuwen daarvoor de grens hadden bewaakt, verdwijnen in deze jaren uit de overlevering. Het is onbekend of zij zijn opgeheven, naar andere gebieden zijn overgeplaatst of in de strijd ten onder zijn gegaan. Een uitblijven van regelmatige betalingen had beroepssoldaten van hun levensonderhoud beroofd.
Dit roept de vraag op of en in welke mate er na 233 überhaupt nog troepen in de Limesforten waren gestationeerd. Op enige plaatsen kan de staat de grensverdediging aan Germaanse foederati hebben overgedragen, zoals dat in de late oudheid vaker voorkwam. Een reactie van de staat op een acute bedreiging van de grens kan niet worden vastgesteld, het grensgebied werd een soort niemandsland, waaraan naast de lokale problemen ook de algemene crisis van het Romeinse Rijk in de 3e eeuw bijdroeg.

## Gebrek aan geschreven bronnen

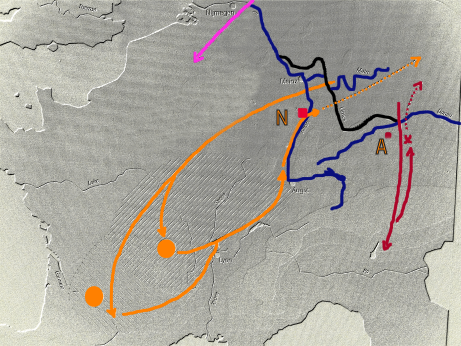
Plundertochten van de Germaanse stammen in het jaar 260.

In tegenstelling tot de vroege keizertijd zijn er voor de tweede helft van de derde eeuw weinig betrouwbare geschreven bronnen overgeleverd. Als bijna eigentijds geldt een stukje bij Eusebius van Caesarea, dat later door de kerkvader Hiëronymus in het Latijn werd vertaald en aangevuld. Eusebius bericht in zijn kroniek over de invallen van de Germanen onder keizer Gallienus in 262/263:

Terwijl Gallienus zich aan elke vorm van losbandigheid overgaf, kwamen de Germanen naar Ravenna.
 Nadat de Alemannen de Gallische gebieden verwoest hadden, trokken zij door naar Italia, terwijl Griekenland, Macedonië, Pontus en Klein-Azië verwoest werden door Goten. De Quaden en Sarmaten bezetten Pannonia.

Uit deze beschrijving van Eusebius leren we echter niets over de gebeurtenissen die in het crisisjaar 260 aan de Limes en in  provincies aan de Rijn en de Donau plaatsvonden. In dat jaar raakte in het Oosten Valerianus, de vader van Gallienus in krijgsgevangenschap. In het westen kwam Postumus in opstand tegen Gallienus, wat leidde tot de vorming van de Gallische keizerrijk. Germaanse stammen overschreden de grenzen en drongen diep in het Romeinse Rijk door.
Iets onthullender is de fragmentarisch overgeleverde Laterculus Veronensis (eind 3e, begin 4e eeuw), die meldt dat alle civitates aan de andere kant van Rijn ten tijde van keizer Gallienus door de barbaren werden bezet. Gallienus wordt in de Romeinse geschiedschrijving meestal eenzijdig negatief afgebeeld. In de moderne literatuur wordt er vaak op gewezen dat de crisis van de 3e eeuw ten tijde van zijn regering haar climax bereikte. De redding van het Romeinse Rijk werd toegeschreven aan de keizers van de Gallische Keizerrijk, en in het oosten aan het afgesplitste koninkrijk van Palmyra. Minder negatieve beeldvorming benadrukt echter dat Gallienus er onder de moeilijke omstandigheden van de jaren 260 in slaagde zijn machtsgebied in stand te houden, dat hij zowel op administratief gebied als in het leger hervormingen doorvoerde en dat de feitelijke afsplitsing van delen van het Rijk niet blijvend was..
Voor de evacuatie van de laatste castellums aan de Limes Germanicus kan op grond van epigrafische bewijs het conflict tussen Gallienus en Postumus de directe oorzaak zijn geweest. Daarbij gaat het met name over de korte tijd in het begin van zijn regering dat Postumus de feitelijke macht in Raetia bezat, waar in het zegesaltaar van Augsburg naar verwezen wordt. Waarschijnlijk vond de ontruiming echter niet in alle grensgebieden gelijktijdig plaats. Het Rhaetische gedeelte van de Limes Germanicus lijkt na een verwoesting in het jaar 254 niet meer opgebouwd te zijn, terwijl in de noordelijke Limesboog van de Wetterau op vele plaatsen nog archeologische vondsten tot in het jaar 260 worden gevonden. Het was dus tijdens de regering van Postumus over Germania Superior dat de evacuatie van de laatste castellums op de rechter-Rijnoever plaatsvonden. Hij slaagde er echter wel in om de Rijngrens te stabiliseren. De gebieden hoefden vanuit Romeins gezichtspunt ook niet noodzakelijk als "verloren" te worden beschouwd. Aan de aanspraak op de gebieden zal men dan ook zeker hebben vastgehouden..

## Voetnoten
1. 1 2 3  Hans Ulrich Nuber, Staatskrise im 3. Jahrhundert. Die Aufgabe der rechtsrheinischen Gebiete. in: Imperium Romanum. Roms Provinzen an Neckar, Rhein und Donau., Esslingen, 2005, blz. 442-451, hier blz. 450
2. ↑  Christian Witschel, Krise - Rezession - Stagnation? Der Westen des römischen Reiches im 3. Jahrhundert n. Chr., Frankfurt am Main, 1999, blz. 210
3. ↑  Dietwulf Baatz in: D. Baatz, F.-R. Herrmann (red.): Die Römer in Hessen. 2e oplage, Theiss, Stuttgart 1989, ISBN 3-8062-0599-X, blz. 211–213.
4. ↑  Archeobotanische onderzoekingen hebben alleen voor de Limesboog in de Wetterau een jaarlijkse vraag naar 3.034 ton graan (met uitzondering van zaaigoed) en 10.371 ton hooi vastgesteld. zie Angela Kreuz: Landwirtschaft und ihre ökologischen Grundlagen in den Jahrhunderten um Christi Geburt. Zum Stand der naturwissenschaftlichen Untersuchungen in Hessen. In: Berichte zur archäologischen Landesforschung in Hessen 3, 1994/95, blz. 79–81.
5. ↑  Münzschatz im Kastell Stockstadt zie Hans-Jörg Kellner: Ein Schatzfund aus dem Kastell Stockstadt, Lkr. Aschaffenburg. in: Germania 41, 1963, blz. 119–122; voor verdere bevindingen uit Hessen zie Dietwulf Baatz in: D. Baatz, F.-R. Herrmann (red.): Die Römer in Hessen. 2e oplage, Theiss, Stuttgart 1989, ISBN 3-8062-0599-X, blz. 211e.v.
6. ↑  Hans-Peter Kuhnen in: H.-P. Kuhnen (red.): Gestürmt – Geräumt – Vergessen? Der Limesfall und das Ende der Römerherrschaft in Südwestdeutschland. Stuttgart 1992, blz. 36; Bernd Steidl: Vom römischen Provinzterritorium zum Siedlungsgebiet der alamannischen Bucinobanten. Die Wetterau im 3. Jahrhundert n. Chr. In: Egon Schallmayer (red.): Niederbieber, Postumus und der Limesfall. Stationen eines politischen Prozesses. Bericht des ersten Saalburgkolloquiums, Bad Homburg v.d.H. 1996, blz. 29.
7. ↑  Dieter Planck (red.): Archäologie in Württemberg. Ergebnisse und Perspektiven archäologischer Forschung von der Altsteinzeit bis zur Neuzeit. Konrad Theiss Verlag, Stuttgart 1988, ISBN 3-8062-0542-6, blz. 275.
8. ↑  Helmut Schubert: Die Fundmünzen der römischen Zeit in Deutschland (FMRD). Abt. V: Hessen. deel 2,2: Darmstadt: Frankfurt am Main. Mainz 1989, ISBN 3-7861-1552-4, blz. 298e.v.
9. ↑  Helmut Schubert: Ein kaiserzeitlicher Denarfund aus dem Kastell von Ober-Florstadt. in: Vera Rupp (red.): Archäologie der Wetterau. Friedberg 1991, blz. 271-285; ook in: Der Denarschatz von Ober-Florstadt. Ein römischer Münzschatz aus dem Kohortenkastell am östlichen Wetteraulimes. Wiesbaden 1994 (Archäologische Denkmäler in Hessen. blz. 118).
10. ↑  CIL.13,2667, CIL.13.3689, CIL.13.06429 (4, blz. 95); zie Hans Ulrich Nuber: Zeitenwende rechts des Rheins. Rom und die Alamannen. in: Karlheinz Fuchs, Martin Kempa, Rainer Redies: Die Alamannen. Ausstellungskatalog, Theiss, Stuttgart, 2001, blz. 65.
11. ↑  Oscar Paret: Die Siedlungen des Römischen Württemberg. In: Friedrich Hertlein, Oscar Paret, Peter Goessler (red.): Die Römer in Baden-Württemberg. deel III,1. Kohlhammer, Stuttgart 1932, blz. 149.
12. 1 2  Hans-Peter Kuhnen in: H.-P. Kuhnen  (uitg.) Gestürmt - Geräumt - Vergessen? Der Limesfall und das Ende der Römerherrschaft in Südwestdeutschland. Stuttgart 1992, blz. 37.
13. ↑  Martin Luik in Hans-Peter Kuhnen (uitg.): Gestürmt - Geräumt – Vergessen? Der Limesfall und das Ende der Römerherrschaft in Südwestdeutschland, Stuttgart 1992, blz. 68-70; Markus Scholz: Keramik und Geschichte des Limeskastells Kapersburg. Eine Bestandsaufnahme. In: Saalburg Jahrbuch 52/53, 2002/03 (2006), blz. 9-281, hier: blz. 111
14. ↑  Over de inscripties zie Dietwulf Baatz: Die Römer in Hessen. 2e oplage, Theiss, Stuttgart 1989, ISBN 3-8062-0599-X, blz. 103; Stockstadt: CIL 13, 11781; Obernburg: CIL 13, 6623; alsook Helmut Castritius, Manfred Clauss, Leo Hefner: Die Römischen Steininschriften des Odenwaldes (RSO). In: Beiträge zur Erforschung des Odenwaldes und seiner Randlandschaften 2, 1977, blz. 237–308, nr. 28; Trennfurt: L’Année épigraphique 1899, 194.
15. ↑  Udelgard Körbe- Grohne e.a.: Flora und Fauna im Ostkastell von Welzheim. Theiss, Stuttgart 1983, ISBN 3-8062-0766-6 (Forschungen und Berichte zur Vor- und Frühgeschichte in Baden-Württemberg. 14).
16. ↑  Dit waren de plaatsen waar het gemakkelijkst graan kon worden verbouwd.
17. ↑  Marcus Nenninger. Die Römer und der Wald. Untersuchungen zum Umgang mit einem Naturraum am Beispiel der römischen Nordwestprovinzen., Franz Steiner Verlag, Stuttgart 2001, ISBN 3-515-07398-1, blz. 204-210
18. ↑  Hans-Peter Kuhnen in: Gestürmt - Geräumt - Vergessen? Der Limesfall und das Ende der Römerherrschaft in Südwestdeutschland. Stuttgart 1992, blz. 32e.v.
19. ↑  Hans-Peter Kuhnen in: Gestürmt - Geräumt - Vergessen? Der Limesfall und das Ende der Römerherrschaft in Südwestdeutschland. Stuttgart 1992, blz. 33; Hans Ulrich Nuber: Staatskrise im 3. Jahrhundert. Die Aufgabe der rechtsrheinischen Gebiete. In: Imperium Romanum. Roms Provinzen an Neckar, Rhein und Donau. Esslingen 2005, blz. 448–450.
20. 1 2  Hans-Peter Kuhnen in: Gestürmt - Geräumt - Vergessen? Der Limesfall und das Ende der Römerherrschaft in Südwestdeutschland. Stuttgart 1992, blz. 34.
21. ↑  Peter Knieriem in: Egon Schallmayer (uitg.) Der Augsburger Siegesaltar – Zeugnis einer unruhigen Zeit., Bad Homburg, 1995: blz. 39.
22. ↑  Over de stadsmuren, zie C. Sebastian Sommer: Die städtischen Siedlungen im rechtsrheinischen Obergermanien. In: Hans-Joachim Schalles (uitg.): Die römische Stadt im 2. Jahrhundert n. Chr. Der Funktionswandel des öffentlichen Raumes. Kolloquium Xanten 2. bis 4. Mai 1990, Rheinland-Verlag, Köln 1992, ISBN 3-7927-1252-0, blz. 119–141, bes. blz. 137-140 ((Xantener Berichte. 2)); Nida-Heddernheim: Carsten Wenzel: Die Stadtbefestigung von NIDA-Heddernheim., Frankfurt, 2000, ISBN 3-88270-339-3 (Schriften des Frankfurter Museums für Vor- und Frühgeschichte. 17).
23. ↑  Markus Scholz: Spätlimeszeitliche Reduktion versus mittelalterlicher Einbau in Limeskastellen. In: Egon Schallmayer (uitg.): Limes Imperii Romani. Beiträge zum Fachkolloquium "Weltkulturerbe Limes" November 2001 in Lich-Arnsburg. Bad Homburg v.d.H. 2004, ISBN 3-931267-05-9 blz. 135–145. (Saalburg-Schriften. 6); over Miltenberg zie Bernd Steidl: Welterbe Limes: Roms Grenze am Main. Logo, Obernburg am Main 2008, ISBN 978-3-939462-06-4, blz. 205-209; Markus Scholz: Keramik und Geschichte des Limeskastells Kapersburg. Eine Bestandsaufnahme. In: Saalburg Jahrbuch 52/53, 2002/03 (2006), blz. 9-281, bijz. blz. 87–119.
24. ↑  Over het castellum Eining zie Michael Mackensen: Die Innenbebauung und der Nordvorbau des spätrömischen Kastells Abusina/ Eining. In: Germania 72, 1994 (2), blz. 479-523
25. ↑  Over de keramiek zie Rafael Uslar: Die germanische Keramik in den Kastellen Zugmantel und Saalburg. In: Saalburg-Jahrbuch 8, 1934: blz. 61-96; Vicus Zugmantel: C. Sebastian Sommer: Kastellvicus und Kastell. In: Fundberichte aus Baden-Württemberg 13, 1988, blz. 457-707; over Vicusstruktur: Dörte Walter: : "Germanenviertel" am Limes? Lagebeziehungen germanischer Siedlungen zu römischen Kastellen und Kastellvici. In: Egon Schallmayer (Uitg.): Limes Imperii Romani. Beiträge zum Fachkolloquium „Weltkulturerbe Limes“, november 2001 in Lich-Arnsburg. Bad Homburg v.d.H. 2004, blz. 127–134. (Saalburg-Schriften. 6).
26. ↑  Hans-Peter Kuhnen in: H.-P. Kuhnen (Uitg.): Gestürmt - Geräumt - Vergessen? Der Limesfall und das Ende der Römerherrschaft in Südwestdeutschland. Stuttgart 1992, blz. 113.
27. ↑  Ingeborg Huld-Zetsche: NIDA – eine römische Stadt in Frankfurt am Main. Stuttgart, 1994, blz. 28e.v. Abb. 107 (Schriften des Limesmuseums Aalen. 48); zur Spätzeit in Heddernheim Alexander Reis: NIDA-Heddernheim im 3. Jahrhundert n.Chr. Frankfurt 2010, ISBN 978-3-88270-505-8 (Schriften des Archäologischen Museums Frankfurt. 24), speciaal over de Germanen blz. 276.
28. ↑  Hans Ulrich Nuber. Staatskrise im 3. Jahrhundert. Die Aufgabe der rechtsrheinischen Gebiete. In: Imperium Romanum. Roms Provinzen an Neckar, Rhein und Donau, Esslingen 2005, blz. 448.
29. 1 2  CIL 13, 9123
30. ↑  Géza Alföldy: Die Inschriften aus den Principia des Alenkastells Aalen. In: Fundberichte aus Baden-Württemberg 14, 1989, blz. 293e.v.
31. ↑  Murrhardt: CIL 13, 6552; Feldberg: CIL 13, 07495; Saalburg:  CIL 13, 06.532.
32. ↑  CIL 13, 11971
33. ↑  CIL 13, 11759: multo tempor(e) / [interm] issam.
34. ↑  CIL 13, 6562. zie A. Thiel, in Fundbericht aus Baden-Württemberg 20, 1995, blz. 731-732.
35. ↑  L’Année épigraphique, 1995, 1166.
36. ↑  Stockstadt: CIL 13, 6658.; Osterburken: CIL 13, 6566; Jagsthausen: CIL 13, 6552
37. ↑  CIL 13, 7424
38. ↑  L’Année épigraphique, 1938, 156.
39. ↑  CIL 13, 6549
40. ↑  Ladenburg: CIL 13, 9103; Heidelberg: CIL 13, 9111
41. ↑  CIL 13, 5933 – over de datering zie Hans Ulrich Nuber Staatskrise im 3. Jahrhundert. Die Aufgabe der rechtsrheinischen Gebiete. In: Imperium Romanum. Roms Provinzen an Neckar, Rhein und Donau. Esslingen 2005, blz. 442.
42. ↑  Hans-Peter Kuhnen in: Gestürmt - Geräumt - Vergessen? Der Limesfall und das Ende der Römerherrschaft in Südwestdeutschland. Stuttgart 1992, blz. 35; Saalburg: Mario Becker en Elke Löhnig in: Egon Schallmayer (uitg.): Der Augsburger Siegesaltar - Zeugnis einer unruhigen Zeit. Bad Homburg 1995, blz. 49–51.
43. ↑  Andreas Goltz en Udo Hartmann: Valerianus und Gallienus.: in Klaus-Peter Johne (uitg): Die Zeit der Soldatenkaiser: Krise und Transformation des Römischen Reiches im 3. Jahrhundert n.Chr. (235-284). Akademie-Verlag, Berlijn 2008, ISBN 978-3-05-004529-0, blz. 223-295, hier blz. 293-295.
44. ↑  
Marcus Reuter. Das Ende des raetischen Limes im Jahr 254 n. Chr. In: Bayerische Vorgeschichtsblätter In: Bayerische Vorgeschichtsblätter, 72, 2007, blz. 143e.v
45. ↑  Andreas Luther, Das gallische Sonderreich. In: (red.) Klaus-Peter Johne: (uitg) Die Zeit der Soldatenkaiser: Krise und Transformation des Römischen Reiches im 3. Jahrhundert n. Chr. (235-284). Akademie-Verlag, Berlijn 2008, ISBN 978-3-05-004529-0, blz. 325-341, hier blz. 329 -331; Christian Witschel: Krise – Rezession – Stagnation? Der Westen des römischen Reiches im 3. Jahrhundert n. Chr., Frankfurt am Main 1999, blz. 211e.v.
46. ↑  Christian Witschel: Krise – Rezession – Stagnation? Der Westen des römischen Reiches im 3. Jahrhundert n. Chr., Frankfurt am Main, 1999, blz. 212.